# Kanton Antony
Kanton Antony is een kanton van het Franse departement Hauts-de-Seine. Kanton Antony maakt deel uit van het arrondissement Antony. Het heeft een oppervlakte van 9,56 km² en telt 62.570 inwoners in 2017.

## Gemeenten
Het kanton Antony omvatte tot 2014 het zuidelijk deel van de gemeente Antony.

Door de herindeling van de kantons bij decreet van 27 februari 2014, met uitwerking in maart 2015, omvat het kanton sindsdien de volledige gemeente.